# Théâtre de Bourg-en-Bresse
Le théâtre de Bourg-en-Bresse est un théâtre situé à Bourg-en-Bresse, en France.

## Description
Détruit à la suite d'un incendie qui détruisit également La Grenette (un immeuble adjacent) en 1895, il fut reconstruit par l'architecte départemental Tony Ferret. Les travaux durèrent de 1895 à 1899.
L'édifice a été rénové entre 1997 et 2002. La façade et la toiture de ce monument est inscrit au titre des monuments historiques en 1975.
La capacité de la salle de théâtre est de plus de 600 personnes en placement assis.